# Spondylurus powelli
Spondylurus powelli o eslizón bancario de Anguila es una especie de escincomorfos de la familia Scincidae.

## Distribución geográfica
Es endémica de las islas de Anguila, la cercana Perro Grande y la isla de San Bartolomé.

## Estado de conservación
Se encuentra amenazada por la pérdida de su hábitat natural.